# Ibrahim Michael Ibrahim
Ibrahim Michael Ibrahim, né le 22 mars 1962 à Jinsnaya, dans le district de Jezzine, au Liban, est un religieux grec melkite catholique libanais, éparque et donc évêque de l'Éparchie Saint-Sauveur de Montréal des Melkites au Canada.

## Biographie
Ibrahim Michael Ibrahim a été ordonné prêtre le 18 juillet 1987. Avant sa consécration épiscopale, il a servi comme prêtre à l'église Saint Elias de Cleveland, dans l'Ohio. Il a été protopresbytre pour la région des grands lacs aux États-Unis et supérieur régional de l'ordre des Basiliens salvatoriens. Il a été nommé évêque par le synode et le patriarche melkite le 18 juin 2003 à la suite de la mort de l'évêque Sleiman Hajjar. Ibrahim a été consacré évêque et intronisé comme éparque le 17 août 2003.